# Drosophila elegans
Drosophila elegans este o specie de muște din genul Drosophila, familia Drosophilidae, descrisă de Bock și Wheeler în anul 1972.
Este endemică în Filipine. Conform Catalogue of Life specia Drosophila elegans nu are subspecii cunoscute.